# Pôle mécanique Alès-Cévennes

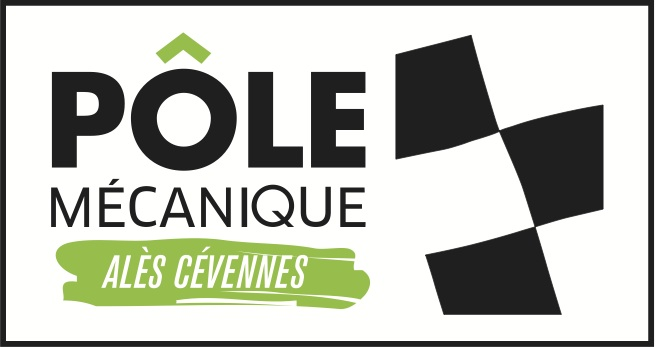
Logo circuit d'Alès

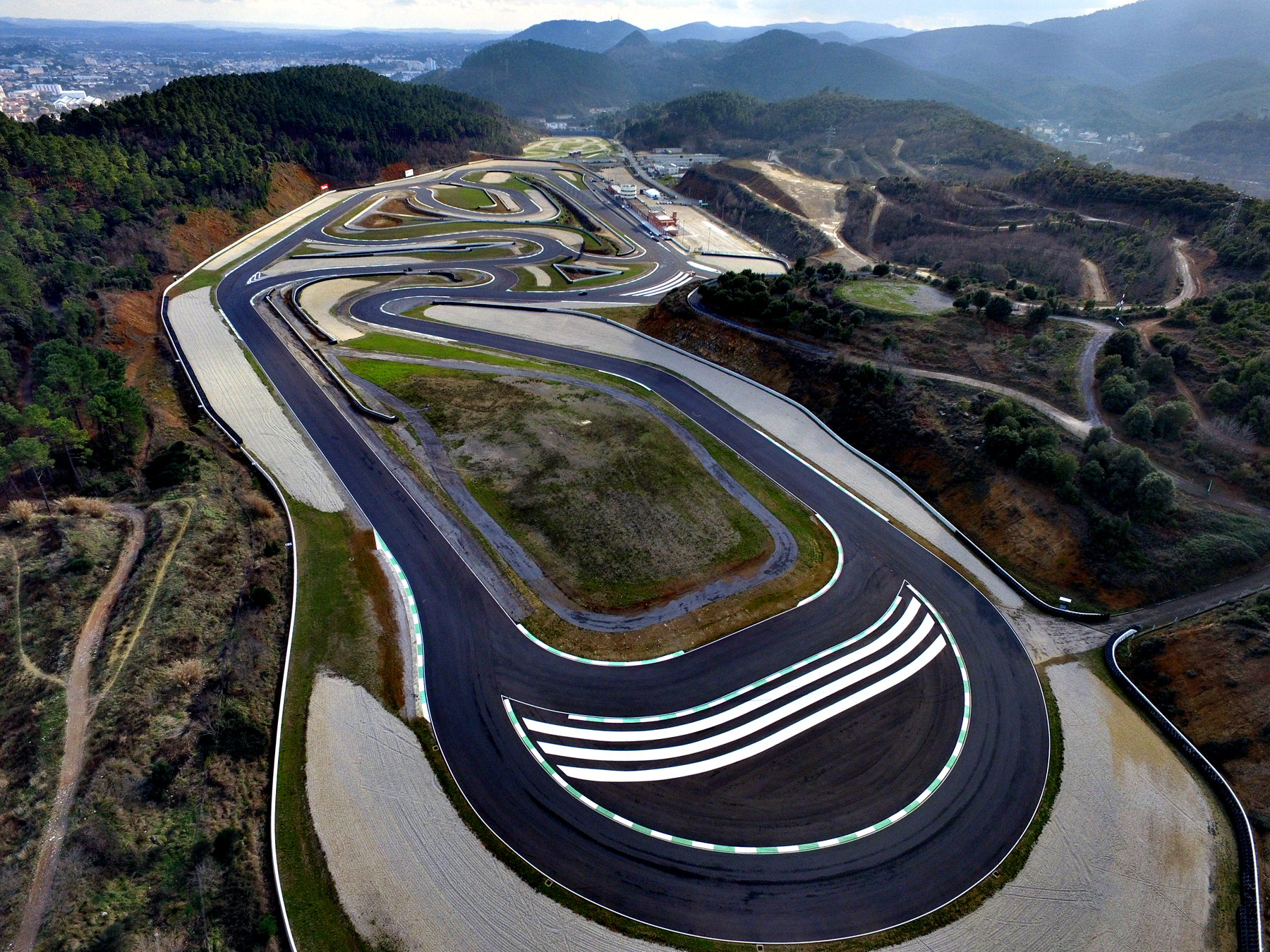
Le Pôle Mécanique Alès Cévennes vu du ciel

Le Pôle Mécanique Alès Cévennes est en ensemble de pistes pour les sports mécaniques situé à Saint-Martin-de-Valgalgues, dans le département du Gard, en région Occitanie

## Historique
Imaginé en 1995 à l'initiative de Max Roustan et Christophe Rivenq, l'objectif de cette infrastructure polyvalente est de réhabiliter le bassin minier à travers une activité de tests industriels. Ainsi, le Pôle Mécanique Alès Cévennes compte un circuit vitesse (créé en 2002), une piste d'essai rallye asphalte (créée en 2000) ainsi qu'un circuit de karting (créé en 1999), mais aussi une pépinière d'entreprises qui compte 25 structures sur place.
Des pistes d'enduro sont créées ainsi qu'une piste de développement rallye-raid directement sur site. Les circuits terre de Monteils et de Saint-Brès sont indépendants et privés.
En 2016, l'asphalte de la « grande piste rapide » du haut du pôle a été entièrement refait à neuf, donnant à ce circuit la réputation d'avoir une très bonne adhérence.

## Pistes
| Nom                            | Type     | Emplacement    | Longueur     | Largeur   | Équipements                                                                              |
| Circuit de vitesse             | asphalte | Pôle mécanique | 2520m        | 13 m      | Paddock, Tour de contrôle, 20 boxes, L'Ingenium, Hospitality, Chronométrage, Attack Mode |
| Circuit de karting             | asphalte | Pôle mécanique | 1 208 m      | 8 m       | Paddock, tour de contrôle, ateliers                                                      |
| Piste d'essais Rallye          | asphalte | Pôle mécanique | 3 675 m      | 4 à 5 m   | Hangar                                                                                   |
| Circuit rallycross de Monteils | terre    | Monteils       | 0,9 + 3,1 km | 4 à 15 m  | Salle de réunion                                                                         |
| Circuit des Planes             | terre    | Saint-Brès     | 2 km         | 13 à 15 m | Hangar                                                                                   |

## Le Grand Challenge
Le Grand Challenge était une épreuve se déroulant au début du mois de décembre. Sa particularité était de mélanger les tracés de circuit et de rallye, les catégories de véhicules et d'offrir une dotation importante au pilote vainqueur.
| Année | Pilote           | Voiture         |
| ----- | ---------------- | --------------- |
| 2008  | Romain Dumas     | Porsche 996     |
| 2009  | Romain Dumas     | Porsche 996     |
| 2010  | Cédric Robert    | Peugeot 307 WRC |
| 2011  | Vincent Beltoise | Caterham R300   |
| 2012  | Romain Dumas     | Porsche 997     |

## Autres compétitions organisées
- 24MX ALESTREM[4] (enduro extrême) : créée en 2015, l'épreuve a été remportée à deux reprises par le pilote anglais Jonny Walker. En 2017, c'est le no 1 mondial Graham Jarvis qui l'emporte à quelques mètres de l'arrivée devant l'espagnol Mario Roman ;
- Scorpion Masters (moto) ;
- Coupe de France des circuits (auto) ;
- Course de club Caterham (auto) ;
- Slalom (auto) ;
- Coupe de France Promosport (moto) ;
- Championnat de France Camion (camion) ;
- Rencontres internationales des véhicules écologiques (auto) ;
- Dark Dog Moto Tour (moto).
- Cévennes Race Track (voiture)

## Entreprises implantées
- PGO : un constructeur automobile spécialisé dans les petites séries : Speesdter II, Cévennes 180 (présenté au Mondial de l'automobile 2004). Le rythme de production de PGO est d'une voiture par jour.
- Institut européen de formation aux mécanique sportives (IEMS) : une école privée de techniciens supérieurs en compétition automobile.